# Ministère public (Guinée)
Pour les autres articles nationaux ou selon les autres juridictions, voir Ministère public.
En droit guinéen, le ministère public ou le parquet est l'autorité (principalement composée de magistrats, parfois représentée par d'autres personnes comme des fonctionnaires de police) chargée de défendre l'intérêt de la collectivité et l'application de la loi,. 
Le ministère public peut exercer l'action publique pour les infractions pénales causant un trouble à l'ordre public et être à l'initiative des poursuites (ou des non-poursuites).
Susceptible d'intervenir devant toutes les juridictions de l'ordre judiciaire, il n'a jamais vraiment exercé le même rôle dans l'ordre administratif, à part devant les juridictions financières. 